# The Rounder Girls
The Rounder Girls – austriacki zespół muzyczny grający muzykę soulową, gospelową i bluesową założony w 1993 roku przez trzy wokalistki: Tini Kainrath, Kim Cooper i Lynne Kieran. 
W 2000 roku trio reprezentowało Austrię w 45. Konkursie Piosenki Eurowizji w 2000 roku.

## Historia zespołu
Zespół został założony w 1993 roku, w jego skład weszły trzy wokalistki: Tini Kainrath, Kim Cooper i Lynne Kieran. W 1996 roku ukazał się debiutancki album koncertowy trio zatytułowany The Rounder Girls Live, który zawierał zapis dźwiękowy występu zespołu w Kościele św. Doroty w Wiedniu. W 1998 roku wokalistki nagrały swoją wersję piosenki „Ain’t No Mountain High Enough” z repertuaru Marvina Gaye’a i Tammi Terrell, a w 1999 roku wydały płytę zatytułowaną Songs from the Film And Others. W tym samym roku zaśpiewały dla Papieża Jana Pawła II podczas jego wizyty w Wiedniu.
W 2000 roku zostały wybrane wewnętrznie przez krajowego nadawcę na reprezentantki Austrię w 45. Konkursie Piosenki Eurowizji z utworem „All to You”. 13 maja wystąpiły w finale widowiska organizowanego w Sztokholmie i zajęły ostatecznie 14. miejsce z 34 punktami na koncie. W tym samym roku wystąpiły podczas specjalnej demonstracji przeciwko rasizmowi zorganizowanej w Austrii.
W 2002 roku premierę miał pierwszy świąteczny album trio zatytułowany Unwrapped - Around Christmas. W 2005 roku ukazała się ich kolejna płyta długogrająca zatytułowana Love The Skin You’re In. 
W 2009 roku wokalistki nagrały album studyjny zatytułowany Global Kryner versus The Rounder Girls razem z zespołem Global.Kryner. Rok później premierę miała kolejna płyta trio pt. Men. W 2012 ukazały się dwa nowe krążki zespołu: Women i Gospel Reflections. 
8 grudnia 2013 roku w wieku 53 lat zmarła Lynne Kieran, jedna z wokalistek zespołu.

## Dyskografia
Albumy studyjne
- Songs from the Film And Others (1999)
- Love The Skin You’re In (2005)
- Global Kryner versus The Rounder Girls (z zespołem Global.Kryner; 2009)
- Men (2010)
- Women (2012)
- Gospel Reflections (2012)

Albumy koncertowe
- The Rounder Girls Live (1996)

Albumy świąteczne
- Unwrapped - Around Christmas (2002)